# Frederikke Aagaard
Frederikke Aagaard (født 1976 i København) er en dansk arkitekt, designer, tv-vært, foredragsholder og udstillings kurator.

## TV-vært på følgende programmer
- MesterSkaberne, DR1, 2019.
- Fri banker på, TV2fri, 2018.
- Vil Du Bo Her?, DRk, 2016.
- Designets Magt, DRk, 2014.
- Forførende Rum, DRk, 2013.
- Drømmeværelset, TV2, 2006-2008.

## Udgivelser
- Drømmeværelset - gør det selv, Politiken, 2007.
- Drømmeværelset - indretning og design, Politiken, 2006.

## Podcast
- The Architecture City, 2018.